# David Rosin
David Rosin (ur. 27 maja 1823 w Oleśnie, zm. 31 grudnia 1894 we Wrocławiu) – niemiecki nauczyciel i teolog judaizmu.
Urodził się w rodzinie rabina. Początkowo odbierał edukację religijną w domu rodzinnym, potem w jesziwach, najpierw w Kępnie, później w Mysłowicach, a na końcu w czeskiej Pradze. Kolejnym krokiem było podjęcie nauki w świeckiej szkole, w Gimnazjum św. Elżbiety we Wrocławiu, tam też zdał maturę w roku 1846, po czym wyjechał do Berlina, gdzie na tamtejszym uniwersytecie odbył studia filozoficzne oraz w zakresie filologii klasycznej. Doktorat uzyskał w 1851 na uniwersytecie w Halle, po czym do 1854 był nauczycielem w różnych szkołach berlińskich. Od 1854 kierował żydowską szkołą religijną w Berlinie aż do 1864 (Singer & Deutsch 1901–1906 oraz Łagiewski 1997 podają rok 1866), gdy objął posadę wykładowcy przedmiotów religijnych, pedagogiki i gramatyki hebrajskiej we wrocławskim Żydowskim Seminarium Teologicznym, pracując tam do śmierci.

## Publikacje D. Rosina
- Ein Compendium der jüdischen Gesetzeskunde aus dem vierzehnten Jahrhundert. Breslau 1871.
- Die Ethik des Maimonides. Breslau 1876.
- R. Samuel b. Meir als Schrifterklärer. Breslau 1880.
- Reime und Gedichte des Abraham ibn Esra. W: Jahresbericht des jüdisch-theologischen Seminars Fraenkel’scher Stiftung. Breslau 1885, 1–48.
- Reime und Gedichte des Abraham Ibn Esra II: Gottesdienstliche Poesie. W: Jahresbericht des jüdisch-theologischen Seminars Fraenkel’scher Stiftung. Breslau 1894, 1–48.